# Plainsfield
Plainsfield – przysiółek w Anglii, w Somerset. Plainsfield jest wspomniana w Domesday Book (1086) jako Planesfelle/Planesfella.